# 螃蟹蘸酱
螃蟹蘸酱（英語：Crab dip）又名马里兰螃蟹蘸酱，是一种黏稠状奶油蘸酱，主製材一般为奶油奶酪和块状蟹肉，其中奶油奶酪可用蛋黄酱代替。制作螃蟹蘸酱时，螃蟹的种类、蟹肉的选取等均无严格的要求。螃蟹蘸酱既可作热食也可作冷食，但人们一般趁热食用。如趁热食用，一般会将其烤熟或煮熟。有时螃蟹蘸酱还会被制成前菜。此外还可往蘸酱中加入饼干和面包等配菜。

## 配料
鱼肉、冰冻蟹肉和罐装蟹肉都可用于螃蟹蘸酱的制备中。制备时，块状蟹肉、普通蟹肉、大腿肉和螯肉等蟹肉均可采用。螃蟹的种类也没有严格的要求，藍蟹、首長黃道蟹和阿拉斯加的帝王蟹等蟹种均可使用。
一些人制作螃蟹蘸酱时会使用蛋黄酱或其他奶酪来替代奶油干酪作为主要成分，如辣椒味的杰克干酪、布利干酪和切达干酪。此外，在制作时亦可添加一些海鮮，如蟹肉棒、海螯蝦、虾和魚漿。蘑菇、菜蓟、洋葱、青葱、火葱、青椒、面包屑（如面包糠）和生奶油等物都可作为辅料添入螃蟹蘸酱中。面包屑可撒在螃蟹蘸酱的顶部，烹调时面包屑可能会转变为棕壳状。有时，帕马森干酪会与面包屑混在一起。一些人制作时会加入老湾调味料以增进口感，还有一些人会加入辣椒酱和红辣椒一类的辛辣成分使之产生辣味。

螃蟹蘸酱
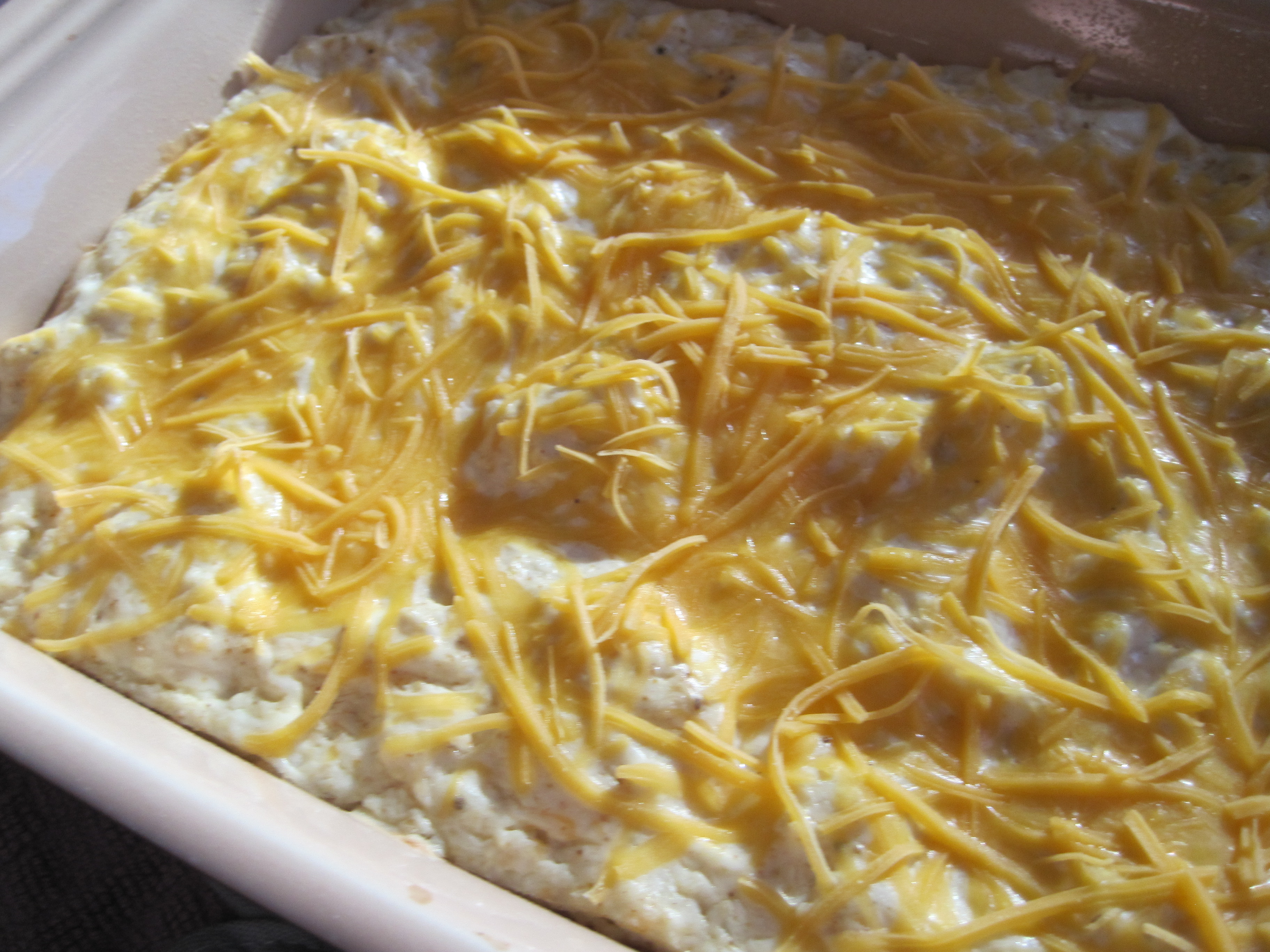
温热的螃蟹蘸酱和切达干酪的特写
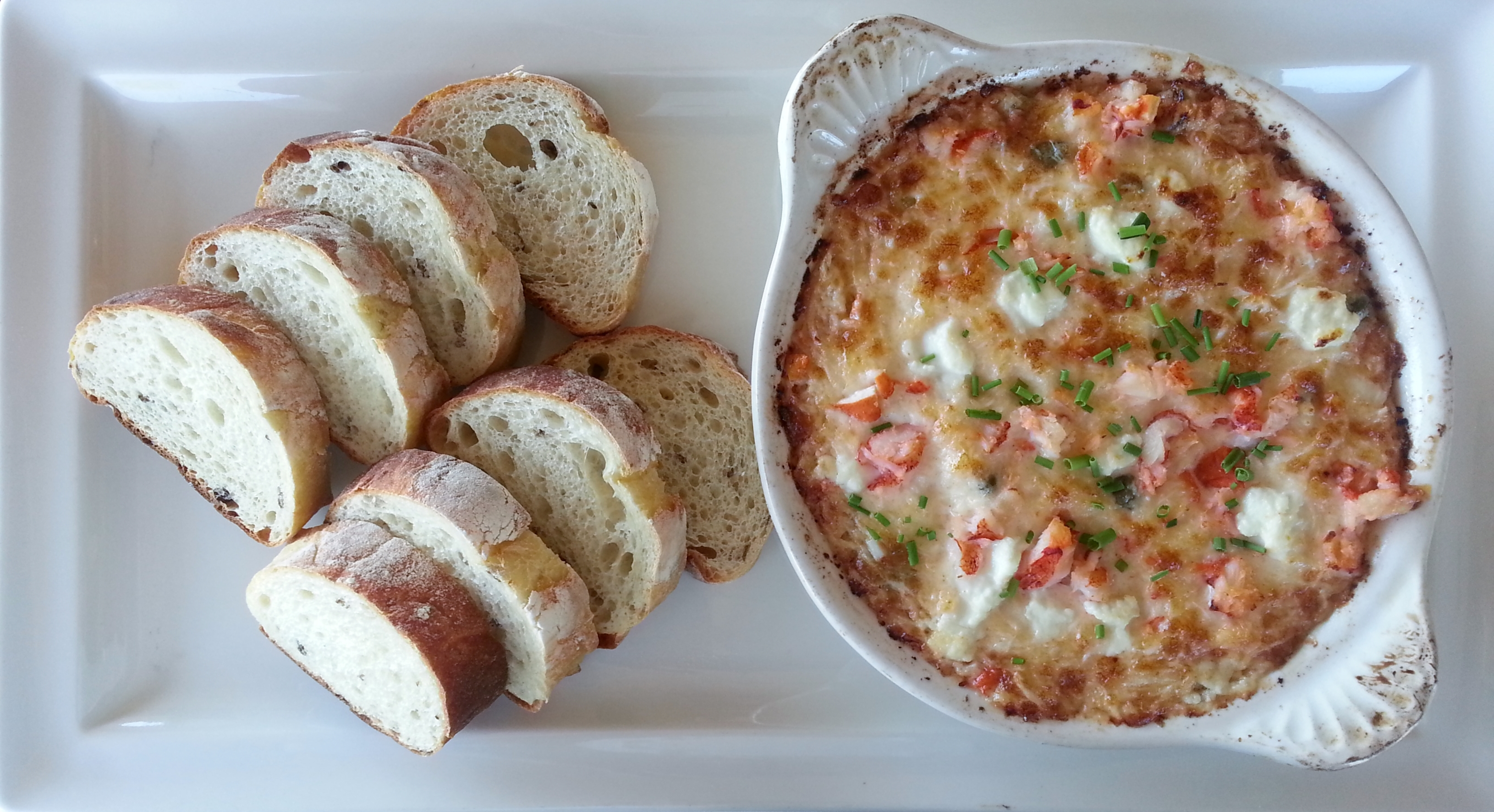
温热的螃蟹蘸酱、龙虾和面包的特写
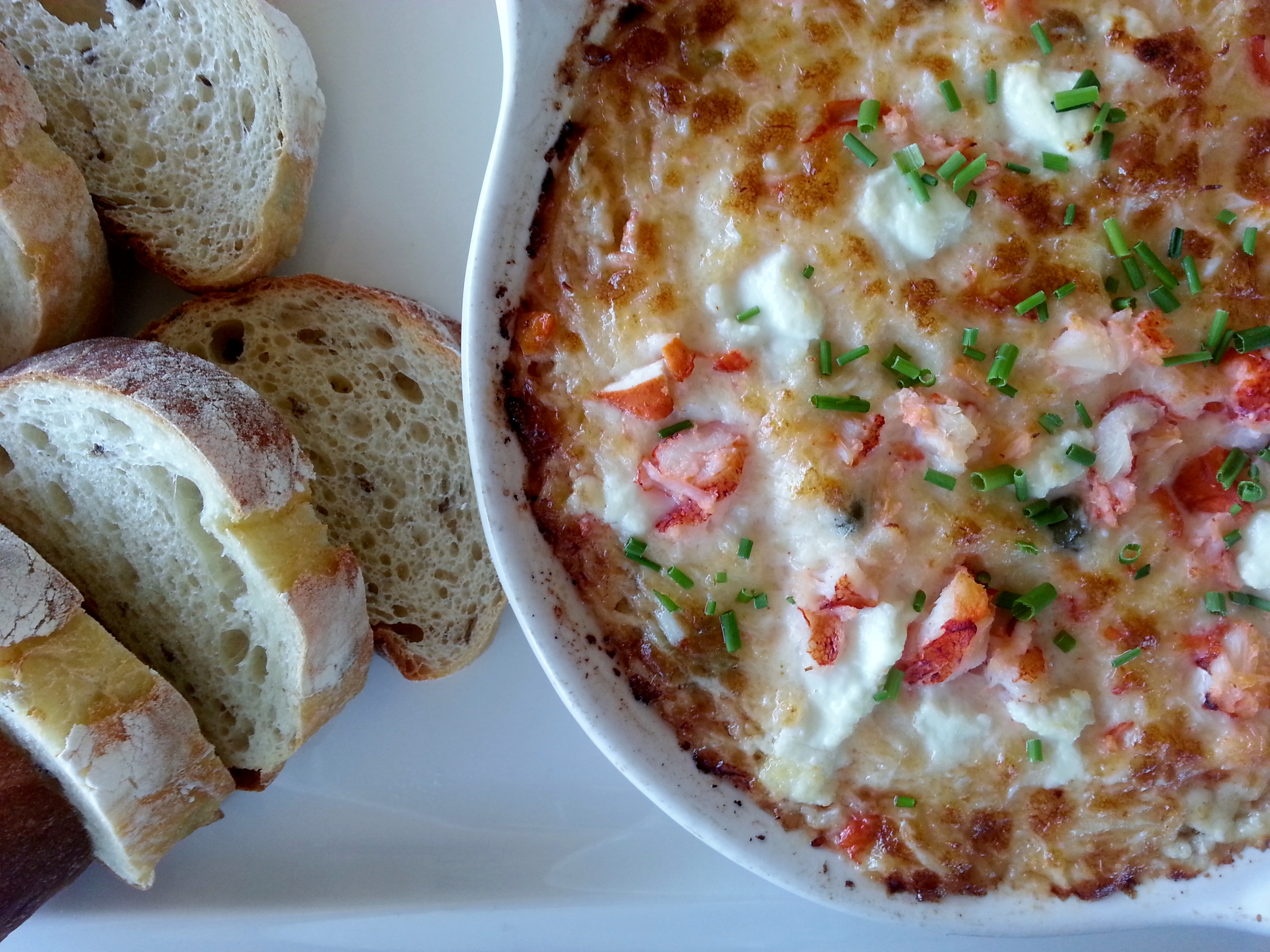
温热的螃蟹蘸酱、龙虾和面包的特写
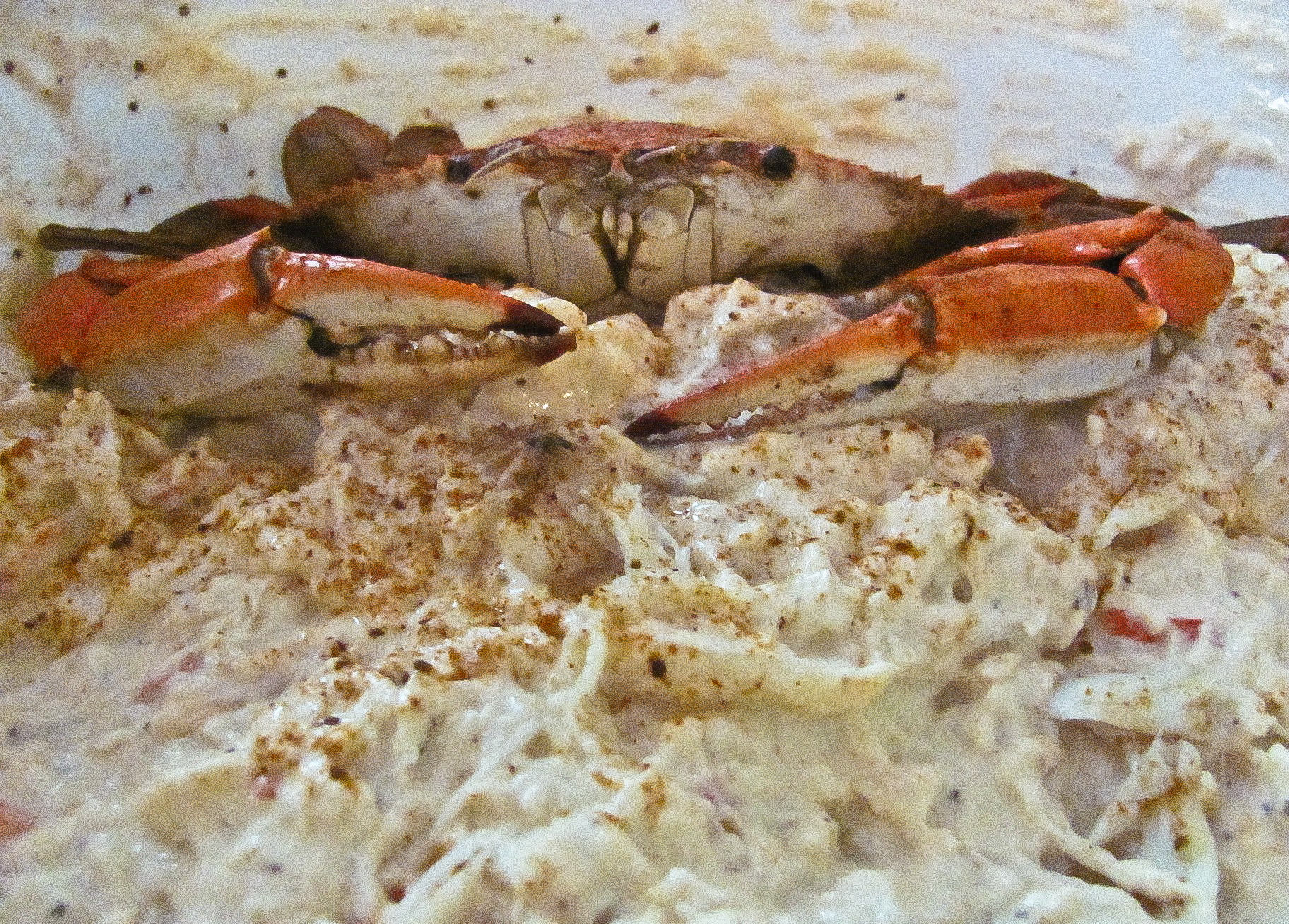
螃蟹蘸酱和一只螃蟹的特写

## 准备和供餐
一些美国餐馆会向顾客提供螃蟹蘸酱食用，商业公司也在大量生產螃蟹蘸酱。螃蟹蘸酱制备好后可先冷藏，要食用时加热即可。人们可以将螃蟹蘸酱放置在被挖空的面包中，如酵母面包。饼干、大饼、皮塔饼、面包、油煎面包块、椒盐脆饼和切片蔬菜等食品都可用作螃蟹蘸酱的配菜。

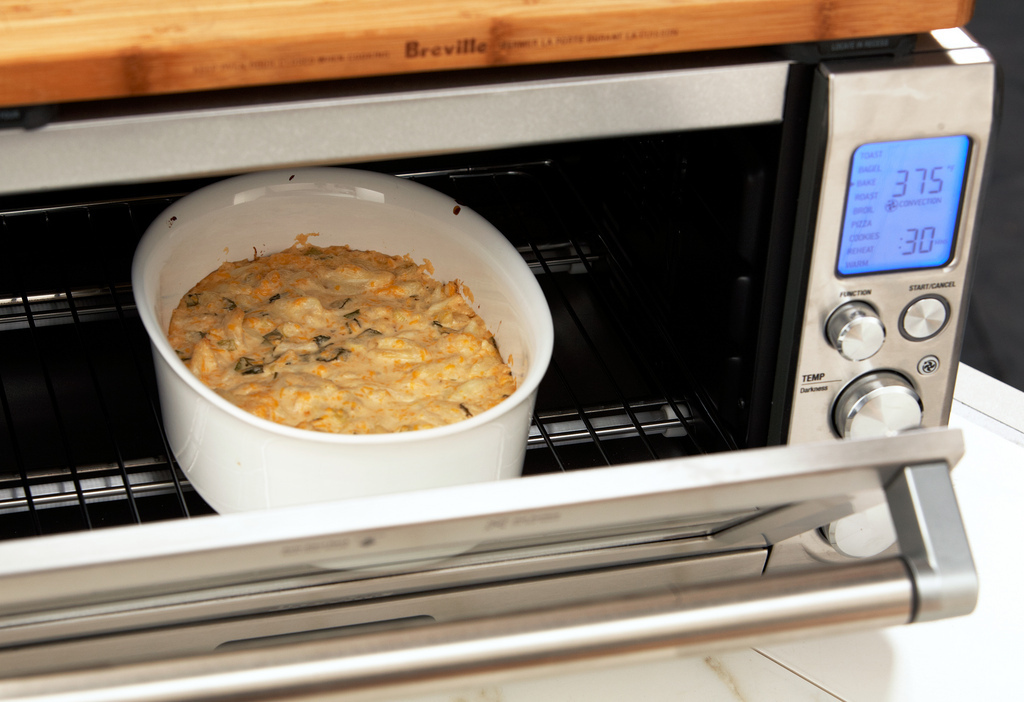
正在烤箱内烘烤的螃蟹蘸酱
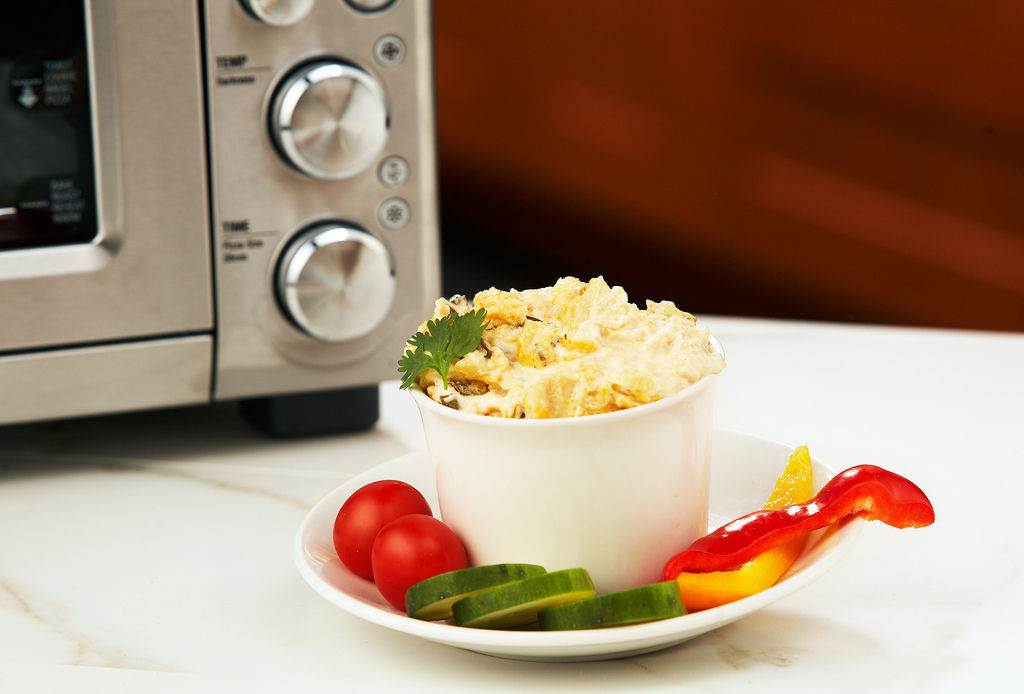
螃蟹蘸酱和一些蔬菜

## 体育场的供应情况
位于华盛顿哥伦比亚特区的國民公園球場是棒球队華盛頓國民的主场，这家体育场提供的三明治便是由半熏腸、DMV和螃蟹蘸酱制成的。据报道，2014年8月，位于马里兰大学学院市分校内的伯德体育场也将准备开始提供一种1.5斤的椒盐卷饼。这种椒盐卷饼由螃蟹蘸酱和融式奶酪制成，可供4人食用。